# Hofanlage mit Wassermühle Hohenhausen

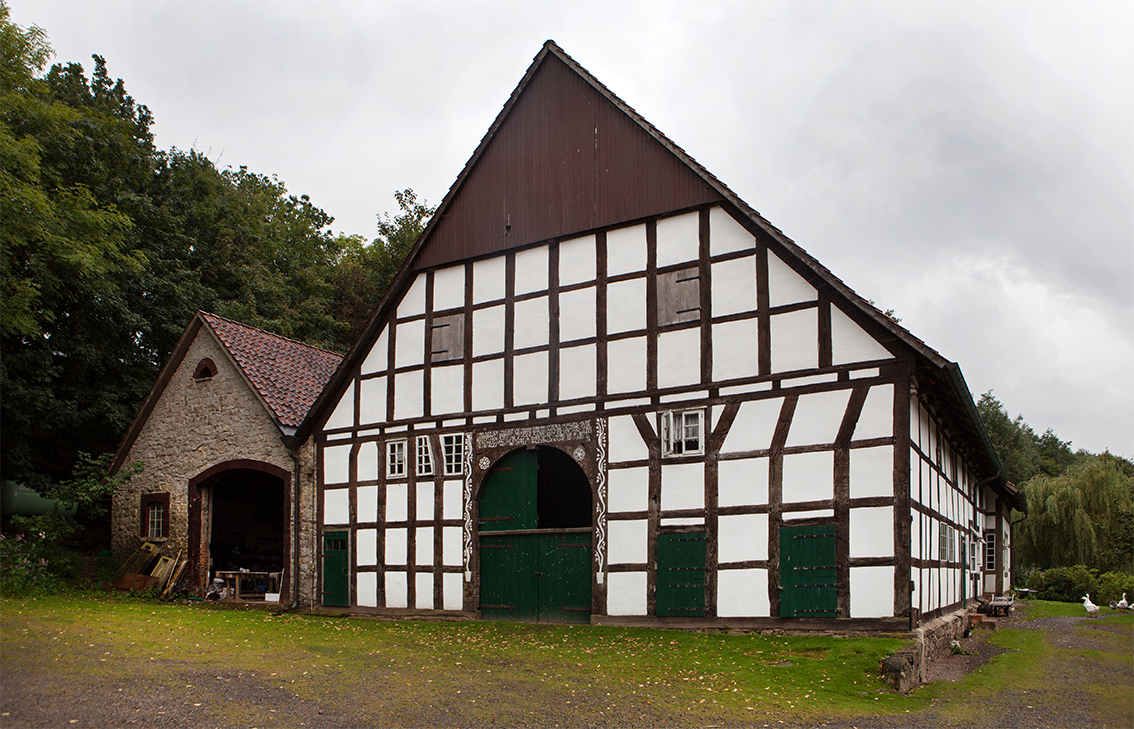
Hofanlage

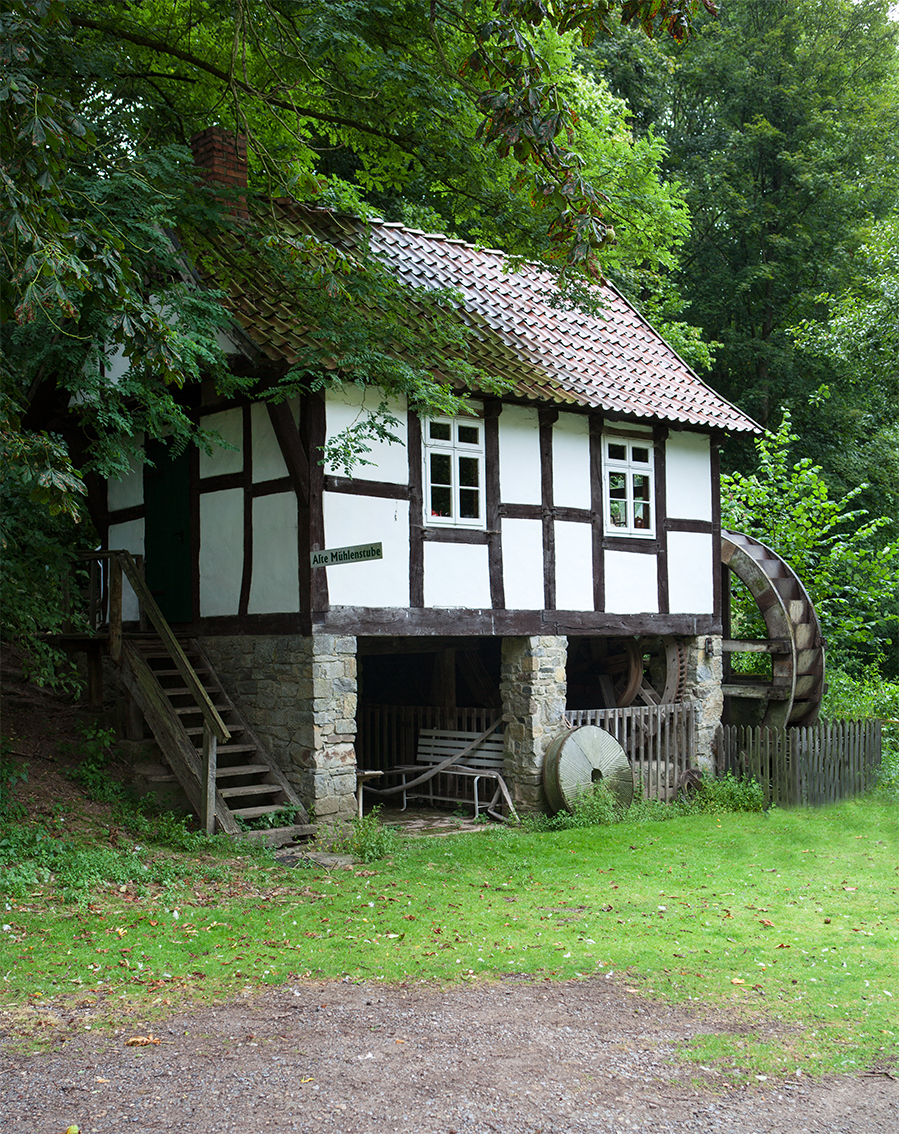
Wassermühle

Die Hofanlage mit Wassermühle (Hof Klemme) ist eine denkmalgeschützte Anlage in Hohenhausen-Dalbke, einer Ortschaft in der Gemeinde Kalletal im Kreis Lippe (Nordrhein-Westfalen).

## Geschichte und Architektur
Die Anlage liegt etwa 3,5 km nördlich des Ortskerns in einer Bachniederung und besteht aus sechs Fachwerkhäusern. Die im 18. und 19. Jahrhundert errichteten Fachwerkgebäude stehen einzeln. Eine umfassende Renovierung wurde von 1989 bis 2008 durchgeführt. Das Haupthaus ist am beschnitzten Torbogen mit 1849 bezeichnet. Die große Wirtschaftsdiele ist erhalten, ehemals standen links ein Kuh- und rechts ein Pferdestall mit darüber liegenden Hillen. Die Küche ist mit einer Räucherkammer ausgestattet. Der hinten liegende Wohnteil ist im traditionellen Dreiraumschema gehalten. Die Leibzucht ist mit 1828 bezeichnet. Der hintere Bereich der Durchgangsdiele ist heute durchgebaut. Zur Grafschaft Lippe gehörend, wurden dem Hof 1719 die Mühlenrechte verliehen. Die Wassermühle wurde vom Ende des 18. bis zum Anfang des 19. Jahrhunderts errichtet. Sie ist ein seltenes, erhaltenes Beispiel einer Hofmahlmühle für den Eigenbedarf. Sie wurde von 1986 bis 1987 umfassend instand gesetzt. Die Scheune ist traufseitig erschlossen. Ein Backhaus komplettiert die Anlage.